# Nghia Lo
Nghia Lo é um distrito (em vietnamita: huyen) da província de Yen Bai, na região Nordeste, no Vietname. Sua população, de acordo com estimativas de 2004, era de 25 256 habitantes e possui uma área de 29 km². A capital do distrito é Nghia Lo.